# Marie Depage
Pour les articles homonymes, voir Depage et Picard (homonymie).
Compléments
nièce du professeur Paul Héger et petite-fille de Constantin Héger
Marie Depage, née Marie Pauline Picard le 23 septembre 1872 à Ixelles et morte le 7 mai 1915, est une infirmière belge morte dans le naufrage du RMS Lusitania.

## Biographie

### Vie active
Marie Picard est née le 23 septembre 1872 à Ixelles dans une famille de la haute bourgeoisie. Son père, Désiré Picard était ingénieur et avait épousé à Bruxelles Julie Heger qui était la fille de Constantin Héger et de sa seconde épouse Claire Zoë Parent.
Par ailleurs, Marie Depage est la nièce de l'avocat et écrivain Edmond Picard.
Elle épouse à Bruxelles le 8 août 1893 le docteur en médecine Antoine Depage. Ils auront trois fils ensemble.

#### Soins infirmiers
Douée pour le dessin et la peinture, elle étudie avec son époux l'anatomie humaine. Ces études liées à son don artistique lui permettent d'exécuter les dessins en couleur qui illustrent les cours de chirurgie clinique de son mari.
Ensemble, ils construisent une clinique dont Marie Depage assure les relations publiques et l'économat.
En 1902, ils fondent la Société internationale de chirurgie qui leur fait rencontrer des médecins éminents du monde entier.

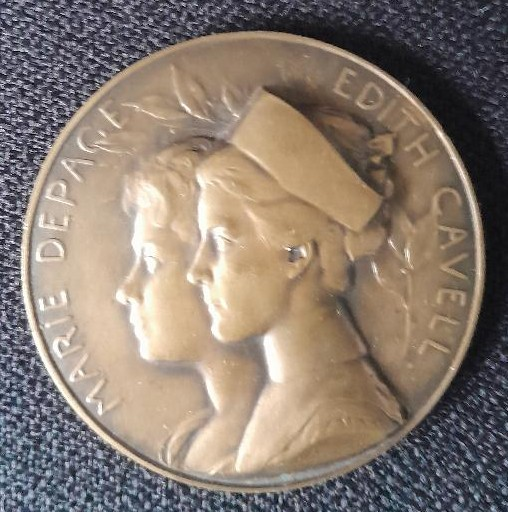
Médaille Marie Depage et Edith Cavell (1915)

Elle est de tous les combats pour seconder le docteur Depage :
- Le 10 octobre 1907, son mari fonde l'École belge d'infirmières diplômées. La direction générale est confiée à Edith Cavell et la direction administrative et financière à Marie Depage ;
- en août 1910, à la suite d'une grève des religieuses de l'hôpital Saint Jean de Bruxelles dirigée contre son mari[4], elle parvient à réunir, parmi ses connaissances, une équipe d'infirmières qu'elle dirige ;

- en 1912, lors de la première guerre balkanique qui oppose la Turquie à la Serbie, la Bulgarie et la Grèce, elle part en Turquie avec son mari et Pierre, son fils ainé, aménager des ambulances belges à l'hôpital de Tach Kicha et à Constantinople. Elle y assiste son mari en chirurgie.

- en novembre 1914, elle aide son mari à transformer l'hôtel de l'Océan à La Panne en hôpital de guerre ainsi qu'à établir des unités chirurgicales mobiles au plus près des tranchées du front de l'Yser. En 1915, elle part pour une tournée de trois mois aux États-Unis afin de récolter des fonds pour alimenter l'hôpital de l'Océan. Après deux mois, elle a déjà récolté ~ 100 000 USD lorsque, apprenant que Lucien, son deuxième fils âgé alors de 17 ans, rejoint son frère aîné sur le front, elle décide de revenir en Belgique libre. Elle n'y arrivera jamais vivante[5].

#### Scoutisme
En 1910, grâce à son fils cadet Henri, elle s'intéresse au jeune mouvement du scoutisme créé en Angleterre par Robert Baden-Powell et importé à Bruxelles par Harold Parfitt. Elle se charge, avec son mari et quelques amis, de mettre sur pied, dès 1912, la branche belge de ce mouvement dont elle assure les relations publiques jusqu'à son décès. Elle traduit et publie les premiers ouvrages de Baden-Powell.

### Circonstances de son décès
À New York, deux possibilités d'embarquement s'offrent à elle, soit le SS Lapland pour le port de Liverpool, soit le RMS Lusitania pour le port de Queenstown. Le deuxième partant deux jours plus tard mais arrivant en Europe le même jour, elle choisit ce dernier et obtient la cabine E-61.
Le 7 mai 1915 à 14 h 10, le paquebot est torpillé à tribord par le sous-marin allemand U-20.
Avec l'aide du docteur James Houghton, chirurgien à Troy, elle calme les passagers et les aide à embarquer dans les chaloupes de sauvetage. Marie Depage soigne aussi les mains de plusieurs matelots et du boxeur anglais Matt Freeman.
Lorsque l'eau arrive à hauteur du pont supérieur, le docteur Houghton et Marie Depage se jettent à l'eau mais cette dernière s'empêtre dans les cordages et se noie.

### Funérailles
Apprenant la nouvelle, Antoine Depage part reconnaitre le corps de son épouse à Queenstown et le ramène à La Panne. Il l'enterre sur la dune à côté de l'hôpital de l'Océan. Les souverains belges Albert Ier et Élisabeth assistent aux funérailles.
Après la fermeture de l'hôpital de l'Océan en 1919, son mari fait transporter son corps dans le cimetière de Boitsfort.

## Hommages et postérité

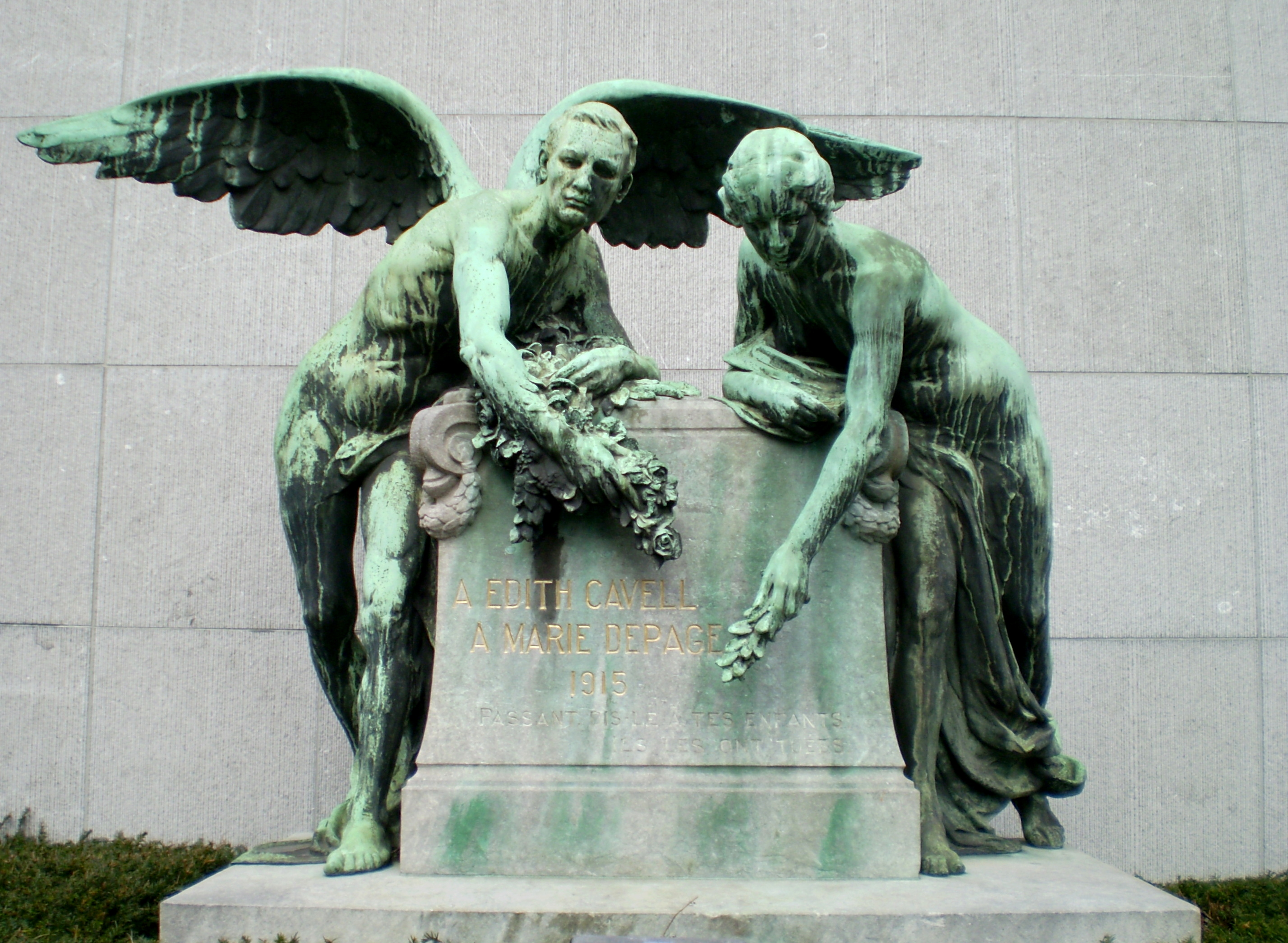
Monument en hommage à Edith Cavell et Marie Depage, 1920.

- Monument à Uccle, également dédié à Edith Cavell, a été érigé en 1920 et est l'œuvre du sculpteur Paul Du Bois. Inscription sur le monument « Passant, dis-le à tes enfants, ils les ont tuées ».

- Jouxtant la clinique Edith Cavell à Uccle, une rue [7] ainsi qu'une maison de retraite portent son nom.
- Après le décès de son épouse, le docteur Depage a installé, sur le site de l'hôpital de l'Océan, et grâce à des fonds d'une souscription américaine et le concours de la Fondation Rockefeller, l'Institut Marie Depage. C'est là qu'étaient conservés tous les documents scientifiques fournis par l'étude des blessés ou des malades soignés à l'hôpital de l'Océan.

- Elle est citoyenne d'honneur de la ville de Pittsburgh.
- Médaille frappée en 1915 par la Croix-Rouge de Belgique en l'honneur de Marie Depage et d'Edith Cavell, œuvre du sculpteur Armand Bonnetain.